# Achurum carinatum
Achurum carinatum es una especie de saltamontes de la subfamilia Gomphocerinae, familia Acrididae. Esta especie se distribuye en Norteamérica (Florida y estados aledaños, hasta Misisipi).
Miden entre 24 y  40 mm. Son alargados, con alas reducidas, de color castaño claro, a veces las patas son verdes.

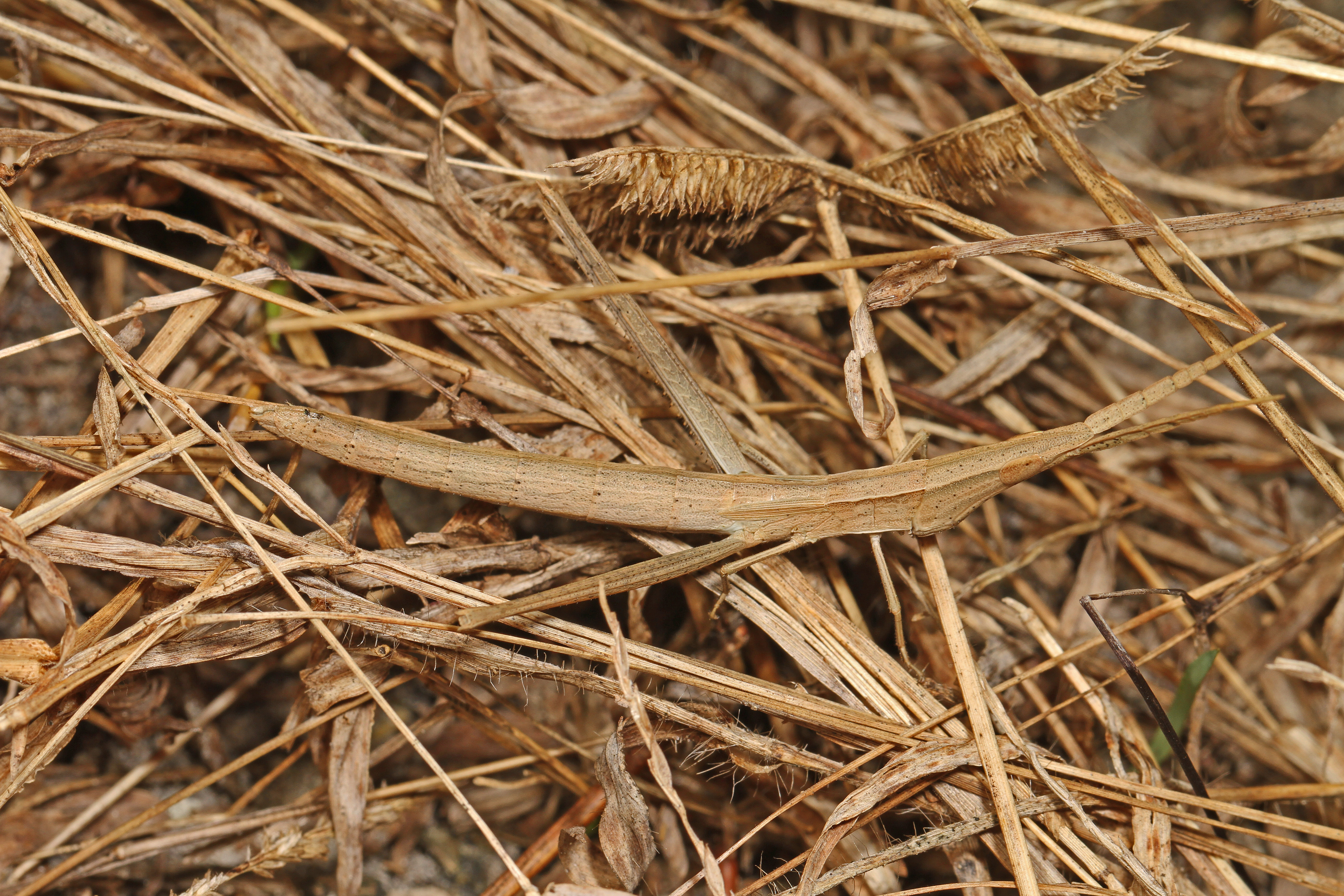
Achurum carinatum

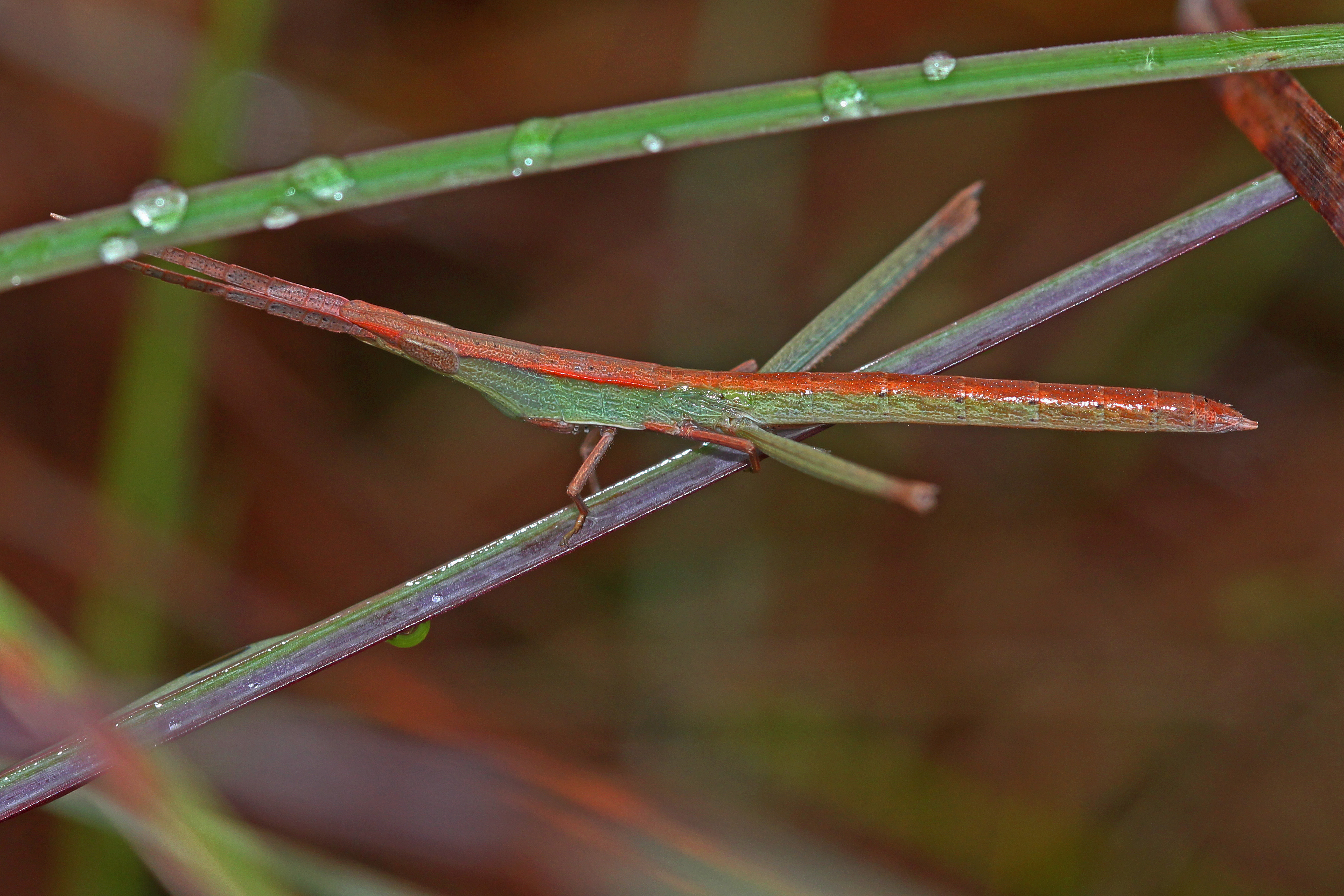
Achurum carinatum